# Gerry Becker
Gerry Becker (St. Louis, 11 aprile 1951 – Nyack, 13 aprile 2019) è stato un attore statunitense.

## Filmografia parziale

### Cinema
- Gli uomini della mia vita (Men Don't Leave), regia di Paul Brickman (1990)
- Mamma, ho perso l'aereo (Home Alone), regia di Chris Columbus (1990)
- Un marito di troppo (Hard Promises), regia di Martin Davidson (1991)
- Occhio indiscreto (The Public Eye), regia di Howard Franklin (1992)
- Hoffa - Santo o mafioso? (Hoffa), regia di Danny DeVito (1992)
- Rudy - Il successo di un sogno (Rudy), regia di David Anspaugh (1993)
- Un adorabile testardo (Roommates), regia di Peter Yates (1995)
- Die Hard - Duri a morire (Die Hard with a Vengeance), regia di John McTiernan (1995)
- Stonewall, regia di Nigel Finch (1995)
- L'eliminatore - Eraser (Eraser), regia di Chuck Russell (1996)
- Extreme Measures - Soluzioni estreme (Extreme Measures), regia di Michael Apted (1996)
- Sleepers, regia di Barry Levinson (1996)
- Donnie Brasco, regia di Mike Newell (1997)
- The Game - Nessuna regola (The Game), regia di David Fincher (1997)
- Happiness - Felicità (Happiness), regia di Todd Solondz (1998)
- Delitto perfetto (A Perfect Murder), regia di Andrew Davis (1998)
- Celebrity, regia di Woody Allen (1998)
- Mystery Men, regia di Kinka Usher (1999)
- Mickey occhi blu (Mickey Blue Eyes), regia di Kelly Makin (1999)
- Mistery, Alaska, regia di Jay Roach (1999)
- Man on the Moon, regia di Miloš Forman (1999)
- The Cell - La cellula (The Cell), regia di Tarsem Singh (2000)
- Spider-Man, regia di Sam Raimi (2002)
- Debito di sangue (Blood Work), regia di Clint Eastwood (2002)
- 24 ore (Trapped), regia di Luis Mandoki (2002)
- Death of a President, regia di Gabriel Range (2006)
- The Reckoning, regia di Rob Lawe (2007)
- Perfect Stranger, regia di James Foley (2007)

### Televisione
- Delitto a Howard Beach (Howard Beach: Making a Case for Murder), regia di Dick Lowry – film TV (1989)
- A bruciapelo: la vita di James Brady (Without Warning: The James Brady Story), regia di Michael Toshiyuki Uno (TV) (1991)
- Una sporca eredità (Legacy of Lies), regia di Bradford May – film TV (1992)
- West Wing - Tutti gli uomini del Presidente (The West Wing) - serie TV, episodio 3x19 (2002)
- NCIS - Unità anticrimine (NCIS) - serie TV, episodio 1x01 (2003)
- Nip/Tuck - serie TV, episodio 1x07 (2003)
- Law & Order: Criminal Intent - serie TV, 2 episodi (2004-2005)

## Doppiatori italiani
Nelle versioni in italiano delle opere in cui ha recitato, Gerry Becker è stato doppiato da:
- Mauro Magliozzi in Mamma, ho preso L'aereo
- Antonio Sanna in Occhio indiscreto
- Oliviero Dinelli in Law & Order - I due volti della giustizia (ep. 5x22)
- Ambrogio Colombo in Law & Order - I due volti della giustizia (ep. 8x05)
- Manlio De Angelis in L'eliminatore - Eraser
- Sandro Iovino in Donnie Brasco
- Massimo Cinque in The Game - Nessuna regola
- Bruno Slaviero in Ally McBeal (ep. 2x03)
- Silvano Piccardi in Ally McBeal (ep.2x18)
- Alberto Mancioppi in Ally McBeal (s.3, ep. 4x11)
- Ernesto Maria Rossi in Ally McBeal (ep. 4x06)
- Vittorio Stagni in Delitto perfetto
- Luciano Roffi in Mystery Men
- Cesare Barbetti in Mistery, Alaska
- Paolo Buglioni in Mickey occhi blu
- Stefano De Sando in Man on the Moon
- Ugo Maria Morosi in The Cell - La cellula
- Saverio Moriones in Angel
- Carlo Valli in Debito di sangue
- Mario Bombardieri in West Wing - Tutti gli uomini del Presidente
- Sergio Tedesco in Streghe
- Paolo Lombardi in NCIS - Unità anticrimine
- Riccardo Lombardo in Nip/Tuck
- Francesco Orlando in Law & Order: Criminal Intent (ep. 3x12)